# عزلة الشرفة (صنعاء)
عزلة الشرفة هي إحدى عزل مديرية بني حشيش في محافظة صنعاء اليمنية ويبلغ تعداد سكانها 10436 نسمة حسب التعداد السكاني في اليمن لعام 2004 نسخة محفوظة 12 مارس 2023 على موقع واي باك مشين..

## روابط خارجية
- الجهاز المركزي للإحصاء بالجمهورية اليمنية
- المركز الوطني للمعلومات باليمن
- World Gazetteer:Yemen
- الدليل الشامل